# Злате-Моравце
Зла́те-Мо́равце (словац. Zlaté Moravce, нем. Goldmorawitz, венг. Aranyosmarót) — город в центральной Словакии, расположенный у подножья гор Погронски-Иновец на реке Житава. Население — около 11,5 тысяч человек.

## История
Злате-Моравце впервые упоминаются в 1113 году как Морова. В 1530 и 1634 город был дважды сожжён турками. В 1735 Злате-Моравце стали столицей Текова. В 1894 году из Злате-Моравца начали ходить поезда до Шурани. В 1919 году в Злате-Моравце были ожесточённые бои между венгерской Красной Армией и чехословацкими войсками.

## Население
| Год:                | 1994   | 2004     | 2014     | 2024    |
| ------------------- | ------ | -------- | -------- | ------- |
| Количество человек: | 15 694 | 13 554   | 11 855   | 11 762  |
| Разница:            |        | −13,63 % | −12,53 % | −0,78 % |

## Достопримечательности
- Костёл Михаила Архангела
- Замок Мигацци
- Мавзолей Мигацци
- Романско-готический монастырь Гронски Бенядик неподалёку
- Замок Топольчьянки неподалёку